# Жуки (Горанский сельсовет)
Жуки (бел. Жукі́́) — деревня в Минском районе Минской области Беларуси. В составе Горанского сельсовета.

## География
Пролегает дорога Н8997. Рядом трасса М14 (МКАД 2).
Ближайшие населённые пункты Великая Борздынь, Казельщина и др.

## История
В 1909 году в Заславской волости Минского уезда Минской губернии.

## Население

### Численность
- 2009 год — 19 человек

### Динамика
- 1909 год — 128 человек, 38 дворов[2]
- 1999 год — 19 человек (перепись населения)
- 2009 год — 19 человек (перепись населения)[2]